# راکدیل (تگزاس)
راکدیل، تگزاس(به انگلیسی: Rockdale, Texas) شهری در ایالت تگزاس از ایالات جنوبی ایالات متحده آمریکا است. در سرشماری سال ۲۰۰۰، جمعیت این شهر ۵۴۳۹ نفر اعلام شد.